# Ніктей
Ніктей (грец. Νυκτεύς) — персонаж давньогрецької міфології; правитель Фів, наступник Полідора. Син Хтонія (або Гіріея) і німфи Клонії.
Убив Флегія — сина Ареса, і, втікаючи від переслідувань разом з братом Ліком, оселився у Фівах, де і захопив владу.
Мав єдину доньку — Антіопу, яку не хотів за будь-що віддавати заміж.
За міфом наклав на себе руки.